# Bniwen
Le bniwen, est un gâteau algérien sans cuisson. Dans la fête de l’Aïd, la table algérienne est garnie de gâteaux traditionnels. Parmi ces derniers, on trouve le bniwen .

## Étymologie
Bniwen ou bnioune (بنيون) est un nom dérivé du mot bnin - بنين signifiant délicieux en dialecte algérien.

## Préparation
Le bniwen est constitué d’une pâte souvent enrobée par un nappage. La pâte est un mélange de fruits secs grillés et concassés (noix, cacahuète, amandes, cajou…), un biscuit ou gaufrette ou mouskoutchou finement moulus, sucre glace, cacao, halwet turque et un parfum au choix. Selon ce dernier, le nappage est sélectionné. Le chocolat est le nappage classique le plus utilisé. Le bniwen peut prendre plusieurs formes d’une boule ou un carré à un losange.
Des moules à gâteaux sont utilisés pour donner au bniwen son apparence moderne , appelé « bniwen prestige ».

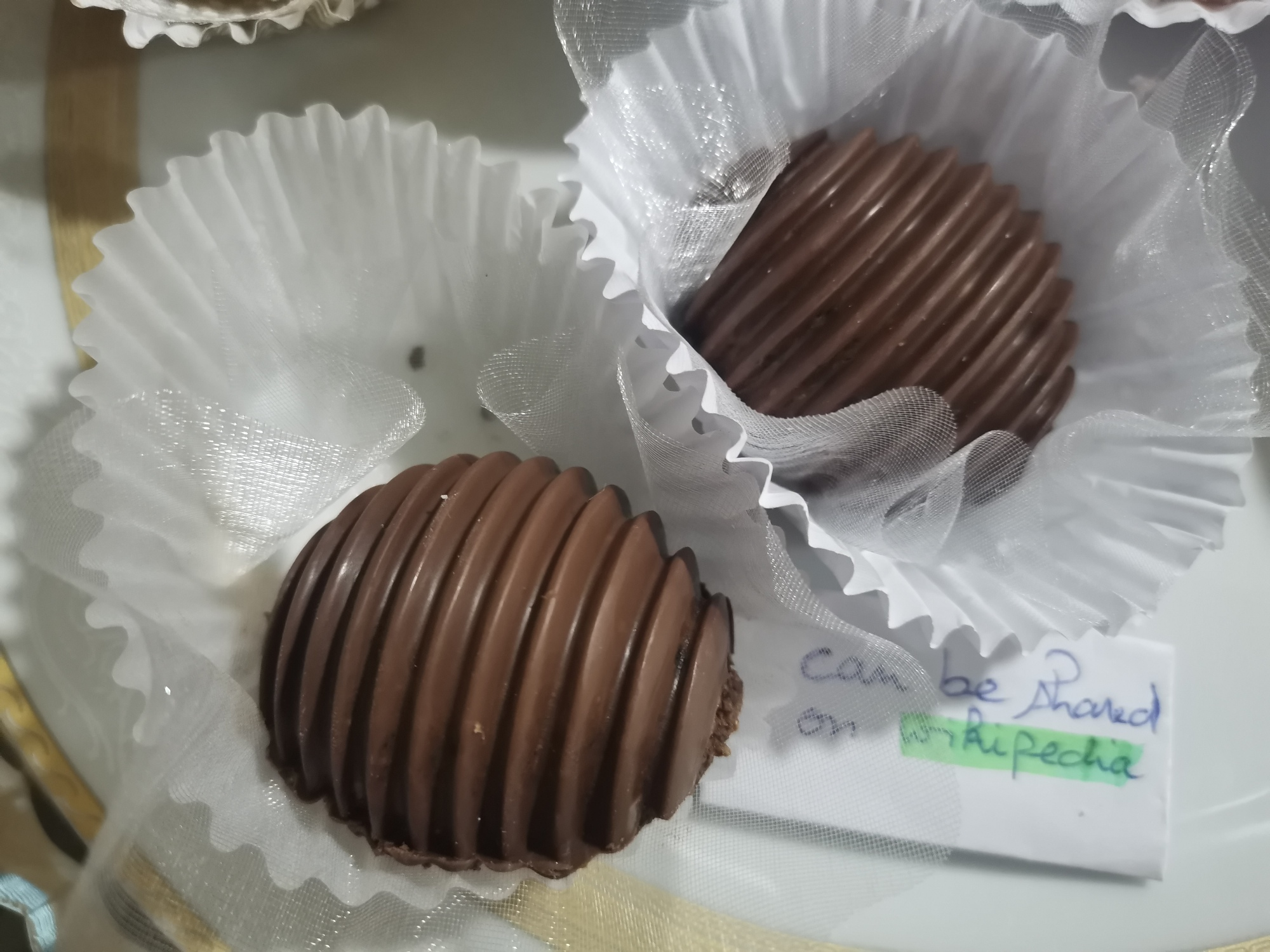
Bniwen moderne algérien